# Troels Rasmussen
Troels Rasmussen (ur. 7 kwietnia 1961) – duński piłkarz grający na pozycji bramkarza.

## Kariera klubowa
Karierę piłkarską Rasmussen rozpoczął w klubie Vejle BK. W 1980 roku zadebiutował w jego barwach w duńskiej pierwszej lidze, jednak w Vejle przez dwa lata pełnił rolę rezerwowego bramkarza i rozegrał w nim 13 spotkań. W 1981 roku zdobył z tym klubem Puchar Danii (2:1 w finale z Boldklubben Frem).
W 1982 roku Rasmussen przeszedł do Aarhus GF, gdzie stał się pierwszym bramkarzem. W 1982 roku wywalczył z AGF wicemistrzostwo Danii, a w 1984 roku powtórzył to osiągnięcie. Z kolei w sezonie 1986 został z zespołem z Århus po raz pierwszy i jedyny w karierze mistrzem Danii. Kolejny sukces w tym klubie osiągnął w 1987 roku, gdy zdobył Puchar Danii (3:0 w finale z Aalborgiem). W swojej karierze jeszcze dwukrotnie zdobywał ten puchar: w 1988 roku (2:1 w finale z Brøndby IF) i 1992 roku (3:0 w finale z Boldklubben 1903). W Århus grał do końca sezonu 1993/1994 i wtedy też zakończył karierę. W barwach AGF rozegrał 325 ligowych meczów i zdobył 3 gole, wszystkie z rzutów karnych.
| Sezon   | Klub      | Kraj  | Rozgrywki   | Mecze | Bramki |
| ------- | --------- | ----- | ----------- | ----- | ------ |
| 1980    | Vejle BK  | Dania | 1. division | 6     | 0      |
| 1981    | Vejle BK  | Dania | 1. division | 7     | 0      |
| 1982    | Aarhus GF | Dania | 1. division | 30    | 0      |
| 1983    | Aarhus GF | Dania | 1. division | 30    | 0      |
| 1984    | Aarhus GF | Dania | 1. division | 30    | 0      |
| 1985    | Aarhus GF | Dania | 1. division | 30    | 2      |
| 1986    | Aarhus GF | Dania | 1. division | 26    | 0      |
| 1987    | Aarhus GF | Dania | 1. division | 26    | 0      |
| 1988    | Aarhus GF | Dania | 1. division | 26    | 0      |
| 1989    | Aarhus GF | Dania | 1. division | 26    | 0      |
| 1990    | Aarhus GF | Dania | 1. division | 25    | 1      |
| 1991    | Aarhus GF | Dania | Superligaen | 18    | 0      |
| 1991/92 | Aarhus GF | Dania | Superligaen | 32    | 0      |
| 1992/93 | Aarhus GF | Dania | Superligaen | 30    | 0      |
| 1993/94 | Aarhus GF | Dania | Superligaen | 4     | 0      |

## Kariera reprezentacyjna
W reprezentacji Danii Rasmussen zadebiutował 22 września 1982 roku w zremisowanym 2:2 meczu eliminacji do Euro 84 z Anglią. W 1984 roku został powołany przez selekcjonera Seppa Piontka do kadry na ten turniej. Dania dotarła do półfinału, jednak Rasmussen był rezerwowym bramkarzem dla Olego Qvista. W 1986 roku na Mistrzostwach Świata w Meksyku bronił na przemian z Larsem Høghiem i zagrał we dwóch meczach: ze Szkocją (1:0) i z Urugwajem (6:1). Z kolei na Euro 88 wystąpił jedynie w przegranym 2:3 meczu z Hiszpanią. Od 1982 do 1991 roku rozegrał w kadrze narodowej 35 meczów.